# Surfing with the Alien (canción)
«Surfing with the Alien» es la primera canción en el segundo álbum del guitarrista Joe Satriani. La canción se refiere al personaje de los cómic Silver Surfer. El solo de guitarra en esta canción fue colocado en la posición #30 por los lectores de la revista Guitar World en la encuesta de los '100 mejores solos de guitarra de la Historia'. También está disponible como contenido descargable en el Virtuoso Track Pack para el popular juego Guitar Hero III: Legends of Rock, al igual que en el juego musical de Electronic Arts, Rock Band.
Joe Satriani hizo la melodía una mañana que fue al estudio a grabar. Conectando un pedal wah-wah y un Tube driver en su amplificador Marshall de 100 watts también decidió utilizar un Eventide 949s. Luego grabó la canción y el solo en alrededor de media hora. Sin embargo, el Eventide se rompió y no pudieron volver a crear el efecto original. Así que decidieron dejar por un lado la versión original y hacer otra. La canción también fue el tema musical para el juego NASCAR 99 de la consola Nintendo 64. 